# Regierung Holstein-Holsteinborg
Die Regierung Holstein-Holsteinborg (dän. regeringen Holstein-Holsteinborg) unter Konseilspräsident Ludvig Holstein-Holsteinborg war die dänische Regierung vom 28. Mai 1870 bis zum 14. Juli 1874. Amtierender König war Christian IX.
Das Kabinett war das fünfzehnte seit der dänischen Märzrevolution. Es bestand aus den folgenden Ministern:
- Konseilspräsident: Ludvig Holstein-Holsteinborg
- Außenminister: O.D. Rosenørn-Lehn
- Finanzminister:

C.E. Fenger bis zum 25. März 1872 (Holstein-Holsteinborg vertrat ihn bis zum 1. Juli 1872), danach
A.F. Krieger bis zum 20. Juni 1874
- Innenminister: C.A. Fonnesbech
- Justizminister:

A.F. Krieger bis zum 26. Juni 1872, danach
C.S. Klein
- Minister für Kirche und Bildungswesen: C.C. Hall
- Kriegsminister:

W. Haffner bis zum 23. Dezember 1872, danach
C.A.F. Thomsen
- Marineminister:

W. Haffner bis zum 23. Dezember 1872, danach
C.A.F. Thomsen bis zum 21. Mai 1873, danach
N.F. Ravn

## Quelle
- Statsministeriet: Regeringen Holstein-Holsteinborg